# Пшеслиці
Пшеслиці (пол. Prześlice) — село в Польщі, у гміні Тожим Суленцинського повіту Любуського воєводства.
Населення — 293 особи (2011).
У 1975-1998 роках село належало до Зеленогурського воєводства.

## Демографія
Демографічна структура станом на 31 березня 2011 року:
|          | Загалом | Допрацездатний вік | Працездатний вік | Постпрацездатний вік |
| -------- | ------- | ------------------ | ---------------- | -------------------- |
| Чоловіки | 147     | 38                 | 97               | 12                   |
| Жінки    | 146     | 31                 | 93               | 22                   |
| Разом    | 293     | 69                 | 190              | 34                   |